# Мороз, Василий Андреевич
Василий Андреевич Моро́з (12 октября 1937 — 10 января 2019) — советский и российский сельскохозяйственный деятель, Герой Социалистического Труда (1983). Лауреат Премии Правительства России (2004).

## Биография
Василий Мороз родился 12 октября 1937 года в Кизляре (Дагестан). В 1961 году он окончил Ставропольский сельскохозяйственный институт, после чего работал главным зоотехником колхоза-племзавода имени Ленина в Апанасенковском районе Ставропольского края.
На своём посту Мороз находился до 1987 года. В его ведении находилось около 70 тысяч овец, около 150 тысяч птиц, 8600 свиней, 3500 голов крупного рогатого скота, 470 лошадей и 55 верблюдов. Под руководством Мороза это стадо стало выдающимся по своей селекционной значимости и продуктивности.
Указом Президиума ВС СССР от 22 июня 1983 года за «выдающиеся достижения в развитие овцеводства и большой личный вклад в выполнение планов и социалистических обязательств по производству и продаже государству шерсти, выращиванию племенных животных» Василий Мороз был удостоен высокого звания Героя Социалистического Труда с вручением ордена Ленина и медали «Серп и Молот».
В 1987—2004 гг. директор ВНИИ овцеводства и козоводства (Ставрополь). С 2004 года профессор кафедры овцеводства, крупного и мелкого животноводства Ставропольского аграрного университета.
Избирался депутатом Государственной Думы 1-го созыва от Аграрной партии России.
Доктор сельскохозяйственных наук.
Заслуженный зоотехник РСФСР, Почётный гражданин Ставропольского края, академик РАН, академик РАСХН.
Награждён орденом Октябрьской Революции и двумя орденами «Знак Почета», рядом медалей.